# 伊恩·米切尔
伊恩·米切尔（Iain Mitchell）是一位英国演员，他在《鸠占鹊巢》（2008）中饰演过托马斯·克伦威尔，在《大侦探波洛探案传奇》中饰演过负责人梅特兰（2001，阿加莎·克里斯蒂(Agatha Christie)的《古墓之谜》）。他参与过《鸟笼》 (La Cage Aux Folles)以及改编自《黑暗元素三部曲》（His Dark Materials）的演出，同时他还在英国情景喜剧系列《法国小馆儿》（Allo 'Allo）第三季中扮演过神父。